# Lou Richter

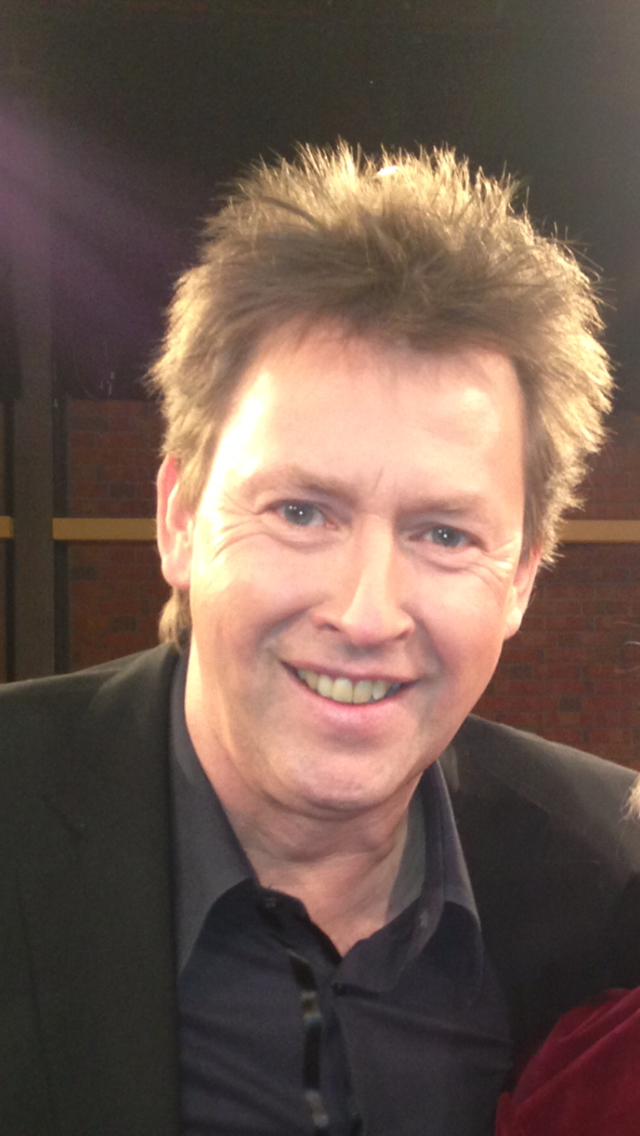
Lou Richter

Lou Richter (* 10. September 1960 in Einbeck) ist ein deutscher Moderator, Speaker, Autor und Musiker.

## Leben und Wirken
Lou Richter wuchs in Einbeck und Göttingen auf. Er studierte Völkerkunde, Anthropologie und Publizistik in Göttingen und später in Hamburg, wo er heute lebt. Er ist ledig und hat eine Tochter.
Richter begann seine Medien-Karriere 1987 als Radiomoderator beim Hamburger Privatsender Radio 107. Weitere Hörfunk-Stationen waren der Berliner Rundfunk, Radio Bremen 4, Radio Fritz und NDR 90,3.
1989 hatte er sein erstes Fernseh-Engagement mit der ARD-Fernsehlotterie „Carlot“ (mit Michael Krowas und Katja Seka). Es folgten Arbeiten als Moderator von Musiksendungen: „airplay“ (Premiere) und „MuziQ“ (Musikquiz des NDR).
1992 wechselte er als freier Mitarbeiter in die Sportredaktion von Sat.1 und moderierte dort zunächst News-Sport-Formate wie ran und den Sport im Frühstücksfernsehen. Von 1993 bis 1995 war er der Moderator der Basketball-Sendung jump ran, einem wöchentlichen Magazin über die US-amerikanische Basketball-Liga NBA. Im Anschluss daran war er als Schauspieler und Autor Mitglied der Comedy Factory (ProSieben), einer Sketch-Comedy-Serie, die u. a. für den Goldenen Löwen (1997) und die Goldene Rose von Montreux nominiert wurde.
1997 folgte die Rückkehr zum Sport und zu Sat.1: Richter moderierte in den folgenden Jahren unter anderem die Fußball-Bundesliga-Sendung ran, die Sat.1-Übertragungen der NFL Europe und des Super Bowls (1999–2003) sowie von 2000 bis 2003 „ran-Sat.1-Basketball“, ein wöchentliches Magazin über die deutsche Basketball-Bundesliga. Außerdem war er von 2001 bis 2003 Moderator des DSF-Bundesliga-Magazins „unhaltbar“.
Seit 1998 tauchte er vermehrt auch wieder in Comedy-Produktionen auf, zum Beispiel bei „voll witzig“, „Mensch Markus“ und „Die Pannen-Show“. Seit 2005 war er regelmäßiger Gast im Rateteam von „Genial daneben – Die Comedy Arena“.
Als Gastgeber moderierte Richter 2005 die Talk-Show-Parodie „Talk im Tudio“ (Sat.1). Bei Kabel 1 gehörte er 2006 zur Stammbesetzung der Show „Darf man das?“, 2007 präsentierte er als Moderator und Schauspieler die Kabel 1-Sendung „Mein schlimmster Tag“. Von Oktober 2009 an war Richter Gastgeber der mittlerweile eingestellten Fußball-Talkshow „Heimspiel“ bei Sport1. Fußball und Comedy verband er u. a. in der Sat.1-Mini-Serie „Helmut und Hellmuth – die Zweierkette“ (2001, mit Oliver Welke) sowie in diversen Panel-Shows wie „The Big Kick“ (2004, Sat.1) und „nachgetreten“ (2006 und 2008, ZDF).
Zwischen 2009 und 2013 arbeitete Richter als Field-Reporter bei den Fußball-Bundesliga-Übertragungen von LIGA total!.
Von 2011 bis 2013 moderierte er die Sendung Mittelkreis – Der Werder Bremen Talk des Lokal-TV-Senders heimatLIVE. Seit 2015 ist er Gastgeber des Web-Formats „upn swutsch“, bei dem er in einer Bremer Kneipe mit einem Spieler des SV Werder zusammentrifft.
2015 gründete er mit Partnern die ticr GmbH, die einen Socialmedia-Fußball-Liveticker veröffentlichte. Daran beteiligt waren auch die ehemaligen Fußball-Nationalspieler Tim Borowski und Fabian Ernst. Das Unternehmen wurde 2019 aufgelöst.
Richter absolvierte 2019 eine Ausbildung zum zertifizierten Mediator. Seitdem beschäftigt er sich mit Konflikten und ihren Lösungsmöglichkeiten. Daraus resultierte sein 2022 erschienenes Buch „Ihr könnt mich mal ... g.e.r.n.e. haben! - Wie aus Konflikten Erfolge werden“, in dem er seine „g.e.r.n.e-Methode“ erläutert, einen Wegweiser, wie wir zufriedener und erfolgreicher mit Konflikten umgehen. Zu dieser Thematik hält Richter außerdem Vorträge.

## Musik
Als Komponist und Texter ist er unter anderem verantwortlich für Songs wie „10 nackte Friseusen“ (Mickie Krause), „Schiedsrichter, Telefon“ (Markus Majowski), „Die Krankenschwester“ (Klaus & Klaus), „Wir sind Schalker“ (offizielles Vereinslied der Lizenzspielermannschaft des FC Schalke 04), „Hey Deutschland“ (Die Merkel Morning Show).
Im Winter 2013 veröffentlichte er mit der ehemaligen Schauspielerin und heutigen Hebamme Ninja Kim Böhlke das Kindermusik-Album „Schlaflieder“.

## Veröffentlichungen
- Lou Richter: Ihr könnt mich mal ... g.e.r.n.e. haben! - Wie aus Konflikten Erfolge werden. Hamburg 2022, ISBN 978-3-9859552-5-1.
- mit Andreas Gaw: Das Trostbuch. Lardon Media, Hamburg/Berlin 2010, ISBN 978-3-89769-164-3.

## Trivia
Richter war Mitinitiator und Moderator der Hamburger Fußball-Benefiz-Gala „Tag der Legenden“. Von 2005 bis 2016 spielten dort regelmäßig mehr als 50 legendäre Fußballer zugunsten des gemeinnützigen NestWerk-Vereins. Außerdem ist Richter seit Jahren der Stamm-Moderator des „HSH-Nordbank-Run“, der „Haake-Beck-Badeinsel-Regatta“, des „Hamburg-Marathon“ und des „Köhlbrandbrückenlaufs“. Zusammen mit seinen Kollegen Oliver Welke und MC Lücke sowie Hörern des Berliner Senders Radio Fritz gründete Richter 2003 den ersten Gummistiefelweitwurf-Verein Deutschlands: Gib Gummi 03 Berlin. Seit 2012 ist er Kolumnist des Weser-Kuriers.